# CRアラジンデスティニー
CRアラジンデスティニーは、サミーが2007年に販売したデジパチ・羽根モノ混合タイプのパチンコ。型式名は「CRアラジンデスティニーEX」。

## 概要
アラジンシリーズ初のパチンコ機。アラジンAより登場したアラジン、ローズ、ランプの魔人ジードなどのキャラクターが引き続き登場する。
通常時・大当たり時は通常打ちで、アラジンチャンス（Vチャレンジタイム）中は右打ちでプレイするというデジパチと権利物の要素をミックスさせたゲーム性となっている。

## プレイの流れ
- 最初は通常のデジパチ同様、液晶画面での大当たりを狙う。大当り確率は1/193.9（メーカー発表値）。
- 図柄3つ揃いで大当たり。15ラウンド9カウントで消化し、出玉は1755個（メーカー発表値）。
- 3、7で当たるとアラジンチャンス(AC)突入確定。
- 1、2、4、5、6、8で当たった場合は「単発当たり」だが、AC昇格の可能性もある。AC突入確率は1/3（メーカー発表値）。
- 2ラウンド当たりもあり、この場合はVチャレンジタイムまたはAC突入。

### アラジンチャンス
アラジンチャンス(AC)・Vチャレンジタイムともにプレイ方法は同一。
- 右打ちしてスターゲート（スルーチャッカー）に玉を通す。
- スタートチャッカー下の電動チューリップが開放する。
- チューリップに玉が入賞したら、液晶画面左側にあるオープンチャッカーが開放する。
- オープンチャッカーに玉が入賞し、液晶画面下のルーレット役物中の「V」に入賞したら役物大当たり。液晶大当たり同様に15ラウンド9カウントで消化する（内部的には16ラウンド大当たりだが、最初のオープンチャッカーが1ラウンド目となる）。
- 液晶画面の扉が閉まり、通常の画面に戻るまでACは継続する。AC突入直後の1回目及び、「ACもしくはVチャレンジタイム中の」液晶大当たり（突然時短を含む）後は液晶図柄100回転まで（背景が宇宙になる）、2回目以降は液晶図柄5回転まで継続。Vチャレンジタイム時は液晶2回転まで。

## ゲーム機
- オンラインゲームサイト『777town.net』にてプレイが可能である。
- PlayStation 3用ゲームソフト『龍が如く4 伝説を継ぐもの』でプレイが可能である。